# Rally Comunidad de Madrid de 2012
El Rally Comunidad de Madrid de 2012 fue la tercera edición y la novena y última ronda de la temporada 2012 del Campeonato de España de Rally. Se celebró entre el 23 y el 24 de noviembre y contó con un itinerario de diez tramos que sumaban un total de 150,19 km cronometrados.
El ganador fue Sergio Vallejo a bordo de un Porsche 997 GT que marcó el mejor tiempo en todos los tramos y el resultado la valió para conseguir el subcampeonato de España. Segundo fue Jonathan Pérez que lograba su mejor resultado de la temporada y tercero Daniel Marbán ambos con un Mitsubishi Lancer Evo X. Xevi Pons que competía con otro Porsche estuvo en la pelea por la victoria el primer día pero el sábado sufrió la rotura de un manguito de la gasolina por lo que tuvo que abandonar y dejó a Vallejo solo al frente del rally. Alberto Hevia que se encontraba inscrito en la prueba no pudo tomar la salida debido a una lesión por lo que no pudo defender la segunda posición que tenía en el campeonato antes de la prueba. El piloto de Suzuki, Joan Vinyes finalizó en la cuarta plaza y dio al equipo el título de marcas.

## Itinerario
| Día              | Tramo | Nombre              | Distancia | Hora  | Ganador        | Tiempo       | Vel. media   | Líder rally    |
| ---------------- | ----- | ------------------- | --------- | ----- | -------------- | ------------ | ------------ | -------------- |
| Día 1 Viernes 23 | SS1   | Circuito del Jarama | 18,53 km  | 18:12 | Sergio Vallejo | 9:34.1       | 116.20 km/h  | Sergio Vallejo |
| Día 1 Viernes 23 | SS2   | Navafría            | 15,67 km  | 19:25 | Sergio Vallejo | 8:35.2       | 109.50 km/h  | Sergio Vallejo |
| Día 1 Viernes 23 | SS3   | Navafría            | 15,67 km  | 21:52 | Sergio Vallejo | 8:38.9       | 108.71 km/h  | Sergio Vallejo |
| Día 2 Sábado 24  | SS4   | Canencia            | 13,60 km  | 09:04 | Neutralizado   | Neutralizado | Neutralizado | Sergio Vallejo |
| Día 2 Sábado 24  | SS5   | Morcuera            | 12,56 km  | 09:46 | Sergio Vallejo | 6:36.3       | 114.10 km/h  | Sergio Vallejo |
| Día 2 Sábado 24  | SS6   | Canencia            | 13,60 km  | 12:19 | Neutralizado   | Neutralizado | Neutralizado | Sergio Vallejo |
| Día 2 Sábado 24  | SS7   | Morcuera            | 12,56 km  | 13:01 | Sergio Vallejo | 6:30.6       | 115.76 km/h  | Sergio Vallejo |
| Día 2 Sábado 24  | SS8   | Circuito del Jarama | 18,53 km  | 15:02 | Sergio Vallejo | 9:18.8       | 119.38 km/h  | Sergio Vallejo |
| Día 2 Sábado 24  | SS9   | Atazar              | 10,94 km  | 16:10 | Sergio Vallejo | 5:06.1       | 128.66 km/h  | Sergio Vallejo |
| Día 2 Sábado 24  | SS10  | Circuito del Jarama | 18,53 km  | 17:30 | Sergio Vallejo | 9:21.6       | 118.78 km/h  | Sergio Vallejo |

## Clasificación final
| Pos. | Piloto              | Copiloto          | Automóvil                  | Tiempo    | Diferencia |
| ---- | ------------------- | ----------------- | -------------------------- | --------- | ---------- |
| 1.   | Sergio Vallejo      | Diego Vallejo     | Porsche 997 GT3 Cup Rallye | 1:10:51.1 | 0.0        |
| 2.   | Jonathan Pérez      | Enrique Velasco   | Mitsubishi Lancer Evo X    | 1:13:58.8 | +3:07.7    |
| 3.   | Daniel Marbán       | Víctor Ferrero    | Mitsubishi Lancer Evo X    | 1:14:59.8 | +4:08.7    |
| 4.   | Joan Vinyes         | Jordi Mercader    | Suzuki Swift S1600         | 1:15:24.6 | +4:33.5    |
| 5.   | Alejandro País      | Santiago País     | Mitsubishi Lancer Evo X    | 1:15:29.1 | +4:38.0    |
| 6.   | Gorka Antxustegui   | Alberto Iglesias  | Suzuki Swift S1600         | 1:15:29.7 | +4:38.6    |
| 7.   | Alberto San Segundo | Eva Navas         | Mitsubishi Lancer Evo X    | 1:16:23.9 | +5:32.8    |
| 8.   | Alberto Hernan      | Daniel del Rincón | Mitsubishi Lancer Evo IX   | 1:19:32.0 | +9:20.9    |
| 9.   | Surhayen Pernia     | Juan Luis García  | Ford Fiesta R2             | 1:20:30.3 | +9:39.2    |
| 10.  | Alberto Monarri     | Rodrigo Sanjuan   | Renault Twingo R2          | 1:20:47.5 | +9:56.4    |